# چچم ایرانی
چچم ایرانی (نام علمی: Lolium persicum) نام یک گونه از سرده چچم است.